# Leichtathletik-Europameisterschaften 1934/200 m der Männer

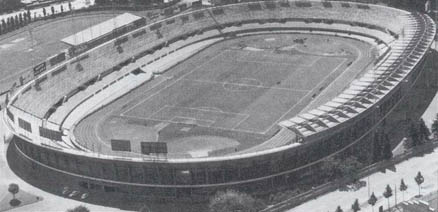
Turiner Olympiastadion – damalige Bezeichnung
Stadio Benito Mussolini

Der 200-Meter-Lauf der Männer bei den Leichtathletik-Europameisterschaften 1934 wurde am 8. und 9. September 1934 im Turiner Stadio Benito Mussolini ausgetragen.
Die Gold- und die Bronzemedaille gingen an Sprinter aus den Niederlanden. Europameister wurde Christiaan Berger. Er siegte vor dem Ungarn József Sir und Martinus Osendarp.
Damit hatte Christiaan Berger beide Sprint-Titel bei diesen ersten Europameisterschaften gewonnen.

## Rekorde

### Bestehende Rekorde
| Weltrekord, gerade Bahn   | 20,6 s – gelaufen über 220 yds = 201,168 m          | Roland Locke                                        | Lincoln, USA                                        | 6. Mai 1923                                         |
| Weltrekord, volle Kurve   | 21,0 s                                              | Charles Paddock                                     | Paris, Frankreich                                   | 1. Mai 1926                                         |
| Weltrekord, volle Kurve   | 21,0 s                                              | Helmut Körnig                                       | Bochum, Deutsches Reich                             | 26. August 1928                                     |
| Weltrekord, volle Kurve   | 21,0 s                                              | Ralph Metcalfe                                      | Berlin, Deutschland                                 | 6. August 1933                                      |
| Europarekord, gerade Bahn | 20,9 s                                              | Helmut Körnig                                       | Berlin, Deutsches Reich                             | 19. August 1928                                     |
| Europarekord, volle Kurve | 21,0 s                                              | Helmut Körnig                                       | Bochum, Deutsches Reich                             | 26. August 1928                                     |
| Europarekord, volle Kurve | 21,0 s                                              | József Kovács                                       | Budapest, Ungarn                                    | 15. Oktober 1933 a                                  |
| Meisterschaftsrekord      | Einen Europameisterschaftsrekord gab es noch nicht. | Einen Europameisterschaftsrekord gab es noch nicht. | Einen Europameisterschaftsrekord gab es noch nicht. | Einen Europameisterschaftsrekord gab es noch nicht. |

Anmerkungen:

- Im 200-Meter-Lauf unterschied der Weltleichtathletikverbands (früher „IAAF“) erst ab 1951 zwischen Rekorden auf gerader Bahn und mit voller Kurve, deshalb sind oben beide Varianten aufgeführt.[3]
- a Die Zeit des József Kovács wurde nie in die Listen des Weltleichtathletikverbands übernommen.[2]

### Europameisterschaftsrekorde
Im ersten Rennen wurde ein erster Europameisterschaftsrekord aufgestellt. Dieser neue Rekord wurde anschließend von zwei Läufern weiter gesteigert:
- 21,6 s (erster EM-Rekord) – Christiaan Berger (Niederlande), erster Vorlauf am 8. September
- 21,5 s (Verbesserung des ersten EM-Rekords) – Christiaan Berger (Niederlande), Finale am 9. September
- 21,5 s (Verbesserung des ersten EM-Rekords) – József Sir (Ungarn), Finale am 9. September

## Vorrunde
8. September 1934

Da nur zwölf Teilnehmer in diesem Wettbewerb starteten, qualifizierten sich die jeweils ersten drei Läufer aus den beiden Vorläufen – hellblau unterlegt – direkt für das Finale.

### Vorlauf 1

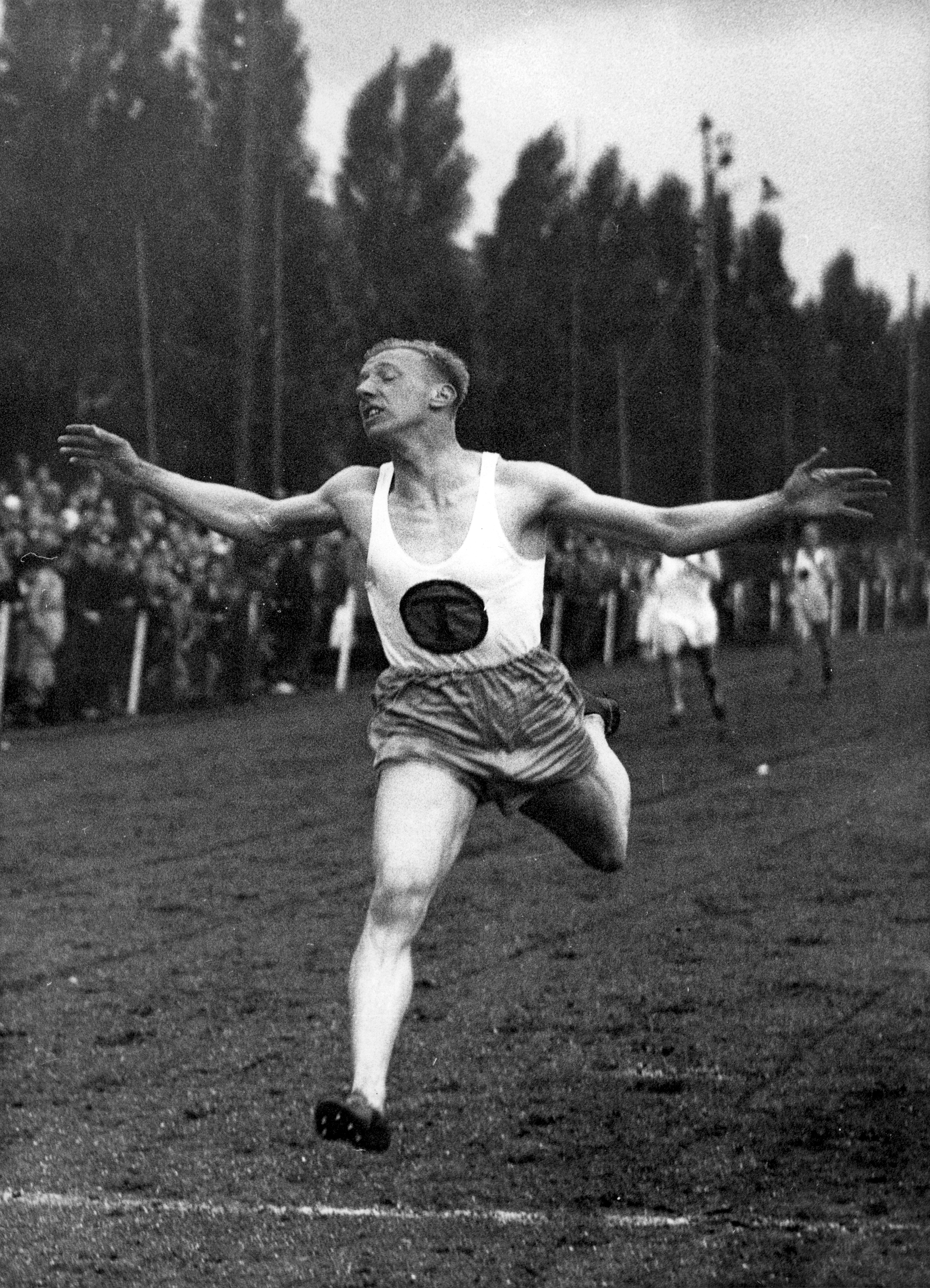
Bronzemedaillengewinner Martinus Osendarp

| Platz | Name              | Nation             | Zeit      |
| ----- | ----------------- | ------------------ | --------- |
| 1     | Christiaan Berger | Niederlande        | 21,6 s CR |
| 2     | József Kovács     | Ungarn             | 21,9 s    |
| 3     | Tullio Gonnelli   | Königreich Italien | 22,1 s    |
| 4     | Albert Jud        | Schweiz            | 22,2 s    |
| 5     | Georges Guillez   | Frankreich         | 22,2 s    |
| 6     | Jānis Ķīvītis     | Lettland           | NT000     |

### Vorlauf 2
| 1 | József Sir        | Ungarn             | 21,8 s |
| 2 | Martinus Osendarp | Niederlande        | 21,9 s |
| 3 | Egon Schein       | Deutsches Reich    | 21,9 s |
| 4 | Paul Hänni        | Schweiz            | 22,0 s |
| 5 | Edgardo Toetti    | Königreich Italien | 22,1 s |
| 6 | Karel Bergmann    | Tschechoslowakei   | NT     |

## Finale

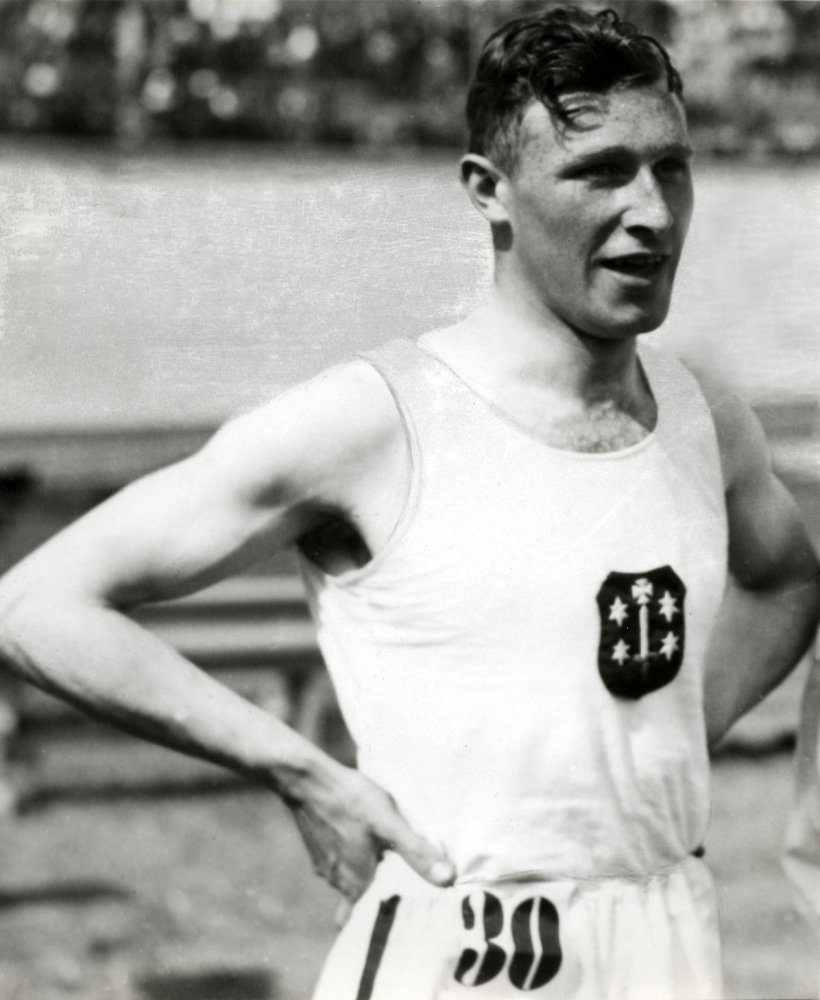
Christiaan Berger – Sieger über 100 und 200 Meter

9. September 1934
| Platz | Name              | Nation             | Zeit      |
| ----- | ----------------- | ------------------ | --------- |
| 1     | Christiaan Berger | Niederlande        | 21,5 s CR |
| 2     | József Sir        | Ungarn             | 21,5 s CR |
| 3     | Martinus Osendarp | Niederlande        | 21,6 s    |
| 4     | József Kovács     | Ungarn             | 21,7 s    |
| 5     | Egon Schein       | Deutsches Reich    | 21,9 s    |
| 6     | Tullio Gonnelli   | Königreich Italien | 22,0 s    |